# Ernesto Samper

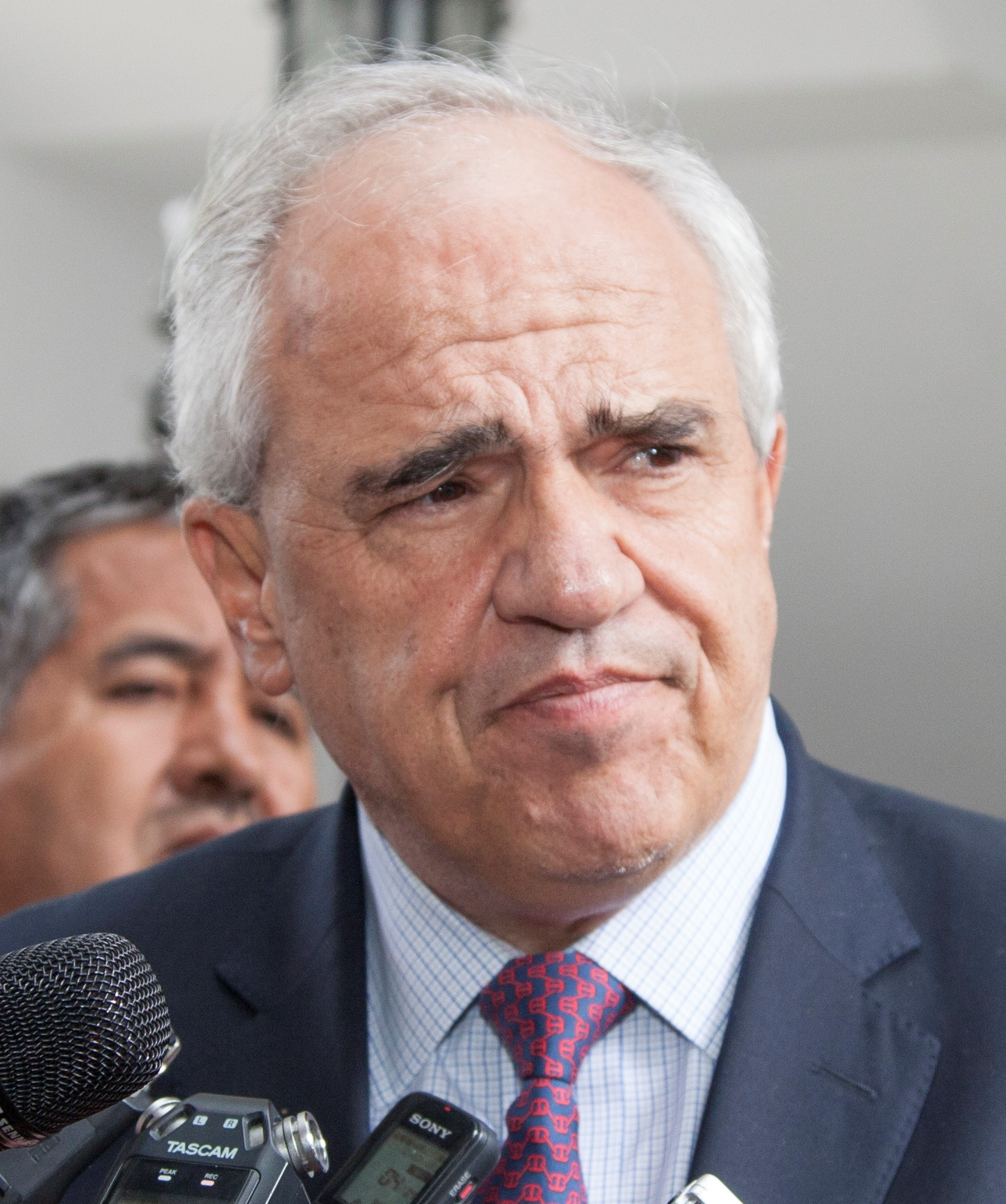
Ernesto Samper

Ernesto Samper Pizano (* 3. August 1950 in Bogotá) ist ein kolumbianischer Politiker (Partido Liberal Colombiano, PLC). Er war vom 7. August 1994 bis zum 7. August 1998 Staatspräsident der Republik Kolumbien.

## Leben

### Familie und Ausbildung
Ernesto Samper Pizano wurde am 3. August 1950 in der kolumbianischen Hauptstadt Bogotá als Sohn einer Industriellenfamilie geboren. Nach dem Abitur in Bogotá studierte er dort Rechts- und Wirtschaftswissenschaft an der Universität Xaveriana. Danach arbeitete er im Bankensektor und an der Universität, 1974 bis 1981 war er Vorsitzender der kolumbianischen Bankenvereinigung. Er ist verheiratet mit Jacky Strauss de Samper.

### Politische Karriere
1974 trat Samper in die Liberale Partei Kolumbiens ein. 1982 machte ihn der Expräsident Alfonso López Michelsen zu seinem Wahlkampfleiter für die Präsidentschaftswahlen im selben Jahr; López Michelsen verlor allerdings gegen den konservativen Kandidaten Belisario Betancur.
Nach dieser Wahl begann Samper seine politische Karriere als Abgeordneter der Provinz Cundinamarca (1982–1984). Zusätzlich wurde er für die Wahlperioden 1982–1986 und 1986–1990 in den kolumbianischen Senat gewählt; von 1984 bis 1986 war er Abgeordneter im Kongress von Bogotá.
Nachdem sich Samper in der liberalen Partei profiliert hatte, ließ er sich 1990 zu den parteiinternen Vorwahlen für den Präsidentschaftskandidaten aufstellen. Dort erreichte er allerdings nur den dritten Platz hinter César Gaviria und dem ehemaligen Minister Hernando Durán Dussán.
Gaviria Trujillo gewann die Präsidentschaftswahl im selben Jahr und ernannte Samper daraufhin zum Minister für Entwicklung. Von 1991 bis 1993 war Samper Botschafter Kolumbiens in Spanien. Er kehrte nach Kolumbien zurück, um an den Präsidentschaftswahlen 1994 teilnehmen zu können. Dieses Mal gewann er die Vorwahlen in der liberalen Partei gegen seine beiden späteren Vizepräsidenten Humberto de La Calle (1994–1997) und Carlos Lemos Simmonds (1997–1998).

### Präsident
Bei den Präsidentschaftswahlen im Mai 1994 besiegte Samper im zweiten Wahlgang den konservativen Kandidaten und späteren Nachfolger Andrés Pastrana. Kurz nach seinem Amtsantritt am 7. August 1994 wurde er beschuldigt, seine Kampagne mit über sechs Millionen US-Dollar des Cali-Kartells finanziert zu haben. Während der darauf folgenden Untersuchung durch das kolumbianische Verfassungsgericht, die als Prozess 8.000 (spanisch: Proceso 8.000) bekannt wurde, bestritt Samper, von den Drogengeldern gewusst zu haben und schob alle Verantwortung auf seinen Verteidigungsminister und ehemaligen Schatzmeister Fernando Botero, den Sohn des gleichnamigen Malers und Bildhauers.
Details und Funktionsweise der Korruption unter Samper sind in Ingrid Betancourts Buch Die Wut in meinem Herzen nachlesbar.
Sampers Amtszeit endete am 7. August 1998.
| Vorgänger     | Amt                               | Nachfolger      |
| ------------- | --------------------------------- | --------------- |
| César Gaviria | Präsident von Kolumbien 1994–1998 | Andrés Pastrana |

| Personendaten    | Personendaten                                                     |
| ---------------- | ----------------------------------------------------------------- |
| NAME             | Samper, Ernesto                                                   |
| ALTERNATIVNAMEN  | Samper Pizano, Ernesto                                            |
| KURZBESCHREIBUNG | kolumbianischer Politiker, Staatspräsident der Republik Kolumbien |
| GEBURTSDATUM     | 3. August 1950                                                    |
| GEBURTSORT       | Bogotá                                                            |